# قائمة مساعدي رئيس الجمهورية (مصر)

## القائمة
| الرقم | الاسم                              | المنصب                                                       | في عهد | الفترة | ملاحظات |
| ----- | ---------------------------------- | ------------------------------------------------------------ | --- | ------ | ------- |
|       |                                    |                                                              | محمد نجيب 18 يونيو 1953 - 25 فبراير 1954                                                                  |        |         |
|       |                                    |                                                              | جمال عبد الناصر (فترة انتقالية) بصفته رئيس مجلس قيادة الثورة (25 فبراير 1954 - 27 فبراير 1956)            |        |         |
|       |                                    |                                                              | محمد نجيب 27 فبراير 1954 - 14 نوفمبر 1954                                                                 |        |         |
|       |                                    |                                                              | جمال عبد الناصر (فترة انتقالية) بصفته رئيس مجلس قيادة الثورة (14 نوفمبر 1954 - 25 يونيو 1956)             |        |         |
|       |                                    |                                                              | جمال عبد الناصر 25 يونيو 1956 - 22 فبراير 1958                                                            |        |         |
|       |                                    |                                                              | جمال عبد الناصر 22 فبراير 1958 - 9 يونيو 1967                                                             |        |         |
|       |                                    |                                                              | زكريا محيي الدين (فترة انتقالية) بتكليف من الرئيس جمال عبد الناصر (9 يونيو 1967 - 11 يونيو 1967)          |        |         |
|       | محمود فوزي                         | مساعد رئيس الجمهورية للشئون الخارجية                         | جمال عبد الناصر 11 يونيو 1967 - 28 سبتمبر 1970                                                            |        |         |
|       |                                    |                                                              | محمد أنور السادات (فترة انتقالية) بصفته نائب رئيس الجمهورية (28 سبتمبر 1970 - 17 أكتوبر 1970)             |        |         |
|       | ثروت عكاشة                         | مساعد رئيس الجمهورية                                         | محمد أنور السادات 17 أكتوبر 1970 - 12 سبتمبر 1971                                                         |        |         |
|       | محمود فوزي                         | مساعد رئيس الجمهورية للشئون السياسية                         | محمد أنور السادات 17 أكتوبر 1970 - 12 سبتمبر 1971                                                         |        |         |
|       | ممدوح سالم                         | مساعد رئيس الجمهورية                                         | محمد أنور السادات 12 سبتمبر 1971 - 6 أكتوبر 1981                                                          |        |         |
|       | سيد مرعي                           | مساعد رئيس الجمهورية                                         | محمد أنور السادات 12 سبتمبر 1971 - 6 أكتوبر 1981                                                          |        |         |
|       | عزيز صدقي                          | مساعد رئيس الجمهورية                                         | محمد أنور السادات 12 سبتمبر 1971 - 6 أكتوبر 1981                                                          |        |         |
|       | محمد عبد القادر حاتم               | مساعد رئيس الجمهورية لشئون المجالس القومية                   | محمد أنور السادات 12 سبتمبر 1971 - 6 أكتوبر 1981                                                          |        |         |
|       |                                    |                                                              | صوفي أبو طالب (فترة انتقالية) بصفته رئيس مجلس الشعب (6 أكتوبر 1981 - 14 أكتوبر 1981)                      |        |         |
|       | المشير / محمد عبد الحليم أبو غزالة |                                                              | محمد حسني مبارك 14 أكتوبر 1981 - 11 فبراير 2011                                                           |        |         |
|       |                                    |                                                              | محمد حسين طنطاوي (فترة انتقالية) بصفته رئيس المجلس الأعلى للقوات المسلحة (11 فبراير 2011 - 24 يونيو 2012) |        |         |
|       | سمير مرقص                          | مساعد رئيس الجمهورية لشئون التحول الديمقراطي                 | محمد مرسي 24 يونيو 2012 - 3 يوليو 2013                                                                    |        |         |
|       |                                    |                                                              | عدلي منصور (فترة انتقالية) بصفته رئيس المحكمة الدستورية (3 يوليو 2013 - 3 يونيو 2014)                     |        |         |
|       | الفريق أول / صدقي صبحي             | مساعد رئيس الجمهورية لشئون الدفاع "سابقاً"                    | عبد الفتاح السيسي 3 يونيو 2014 - حتى الآن                                                                 |        |         |
|       | المهندس / شريف إسماعيل             | مساعد رئيس الجمهورية للمشروعات القومية والاستراتيجية "سابقاً" | عبد الفتاح السيسي 3 يونيو 2014 - حتى الآن                                                                 |        |         |
|       | المهندس / إبراهيم محلب             | مساعد رئيس الجمهورية للمشروعات القومية والاستراتيجية "سابقاً" | عبد الفتاح السيسي 3 يونيو 2014 - حتى الآن                                                                 |        |         |
|       | الفريق أول / محمد زكي              | مساعد رئيس الجمهورية لشئون الدفاع                            | عبد الفتاح السيسي 3 يونيو 2014 - حتى الآن                                                                 |        |         |